# Катапин
Катапин — техническая смесь алкилбензилпиридиний хлоридов или полибензилпиридиний хлоридов.
Катионное поверхностно-активное вещество - представляющие собой коричневые жидкости или мазеобразные вещества, хорошо растворимые в воде, плохо растворимые - в бензоле, не растворимы в эфире и уайт-спирите. Устойчивы к действию разбавленных растворов минеральных кислот, щелочей.

## Коммерческие продукты на основе Катапина
- Катапин А - смесь алкилбензилпиридинийхлоридов. Применяется в качестве ингибитора коррозии в сероводородных растворах.
- Катапин К - параалкилбензилпиридинийхлорид. По внешнему виду и физико-химическим свойствам не отличается от катапина А. Применяется в качестве ингибитора коррозии при травлении углеродистых и легированных сталей в минеральных кислотах, для отмывок различного рода отложений в теплоэнергетике.
- Катапин Б или Катапин Б-300 или Катапин КБ - антисептическое средство, полибензилпиридинийхлорид с молекулярной массой 350 - 500 водный раствор с содержанием 70-75 % основного вещества; Водные растворы КБ 0,1 - 0,2%-ной концентрации обладают определенной токсичностью ко многим микроорганизмам и, в частности, к золотистому стафилококку, кишечной палочке, а также к таким плесневым грибам. Водный раствор Катапина КБ используют для санитарной обработки полимерной и стеклянной тары в мясной и пивоваренной промышленности.
- Катапин КИ-1 - ингибитор коррозии чёрных и цветных металлов, 22-28 % водный раствор полибензилпиридинийхлоридов, содержащий 30-33 % гидрохлорида гексаметилентетрамина.
- Катапин МР - высоко молекулярный продукт поликонденсации хлористого бензила, представляет собой густую маслообразную массу от жёлтого до темно-коричневого со слабой флюоресценцией.